# Кольменар-В'єхо
Кольменар-В'єхо (ісп. Colmenar Viejo) — муніципалітет в Іспанії, у складі автономної спільноти Мадрид. Населення — 44 437 осіб (2010).
Муніципалітет розташований на відстані близько 27 км на північ від Мадрида.
На території муніципалітету розташовані такі населені пункти: (дані про населення за 2010 рік)
- Кольменар-В'єхо: 43706 осіб
- Лос-Чорталес: 42 особи
- Фамет: 14 осіб
- Наварросільйос-Полігоно-Сур: 14 осіб
- Лас-Пуеблас: 651 особа
- Сан-Педро: 10 осіб

## Демографія
Динаміка населення (INE ):

## Галерея зображень

Розташування муніципалітету у автономній спільноті Мадрид
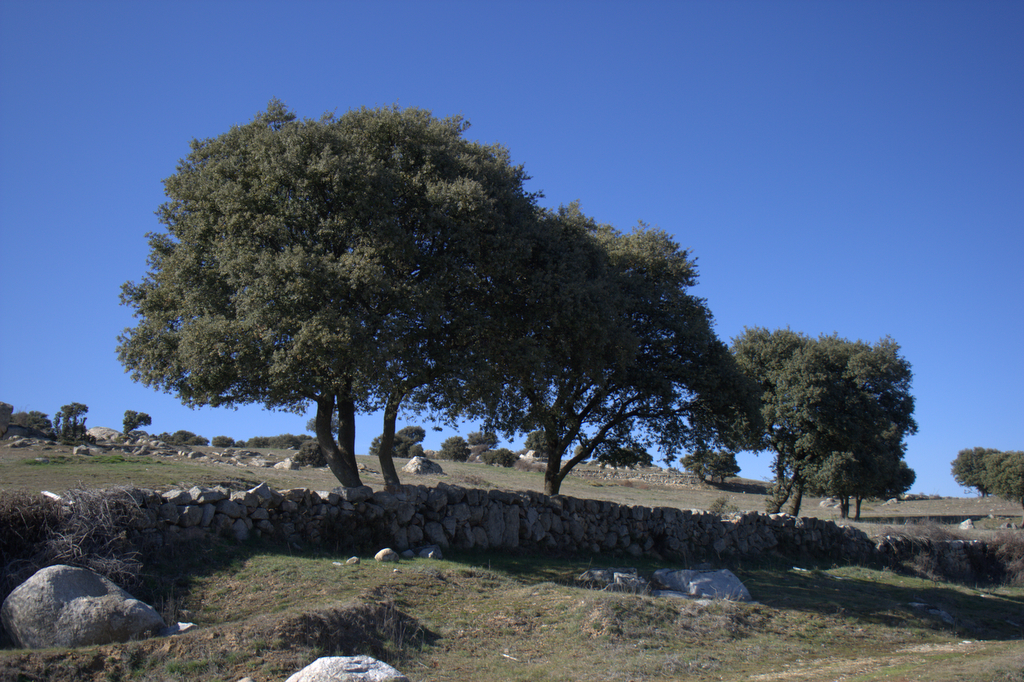
Типовий пейзаж
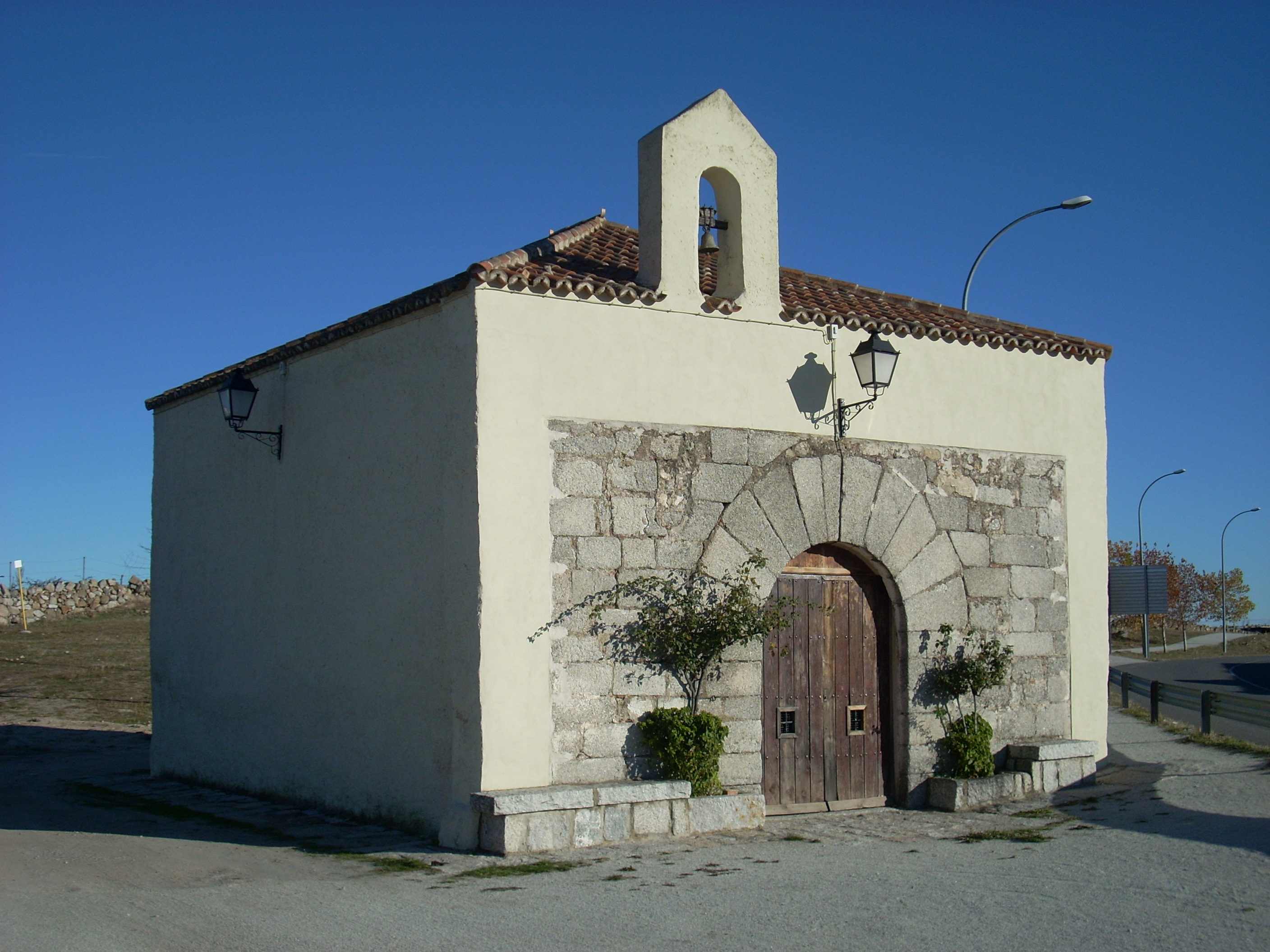
Каплиця Санта-Ана
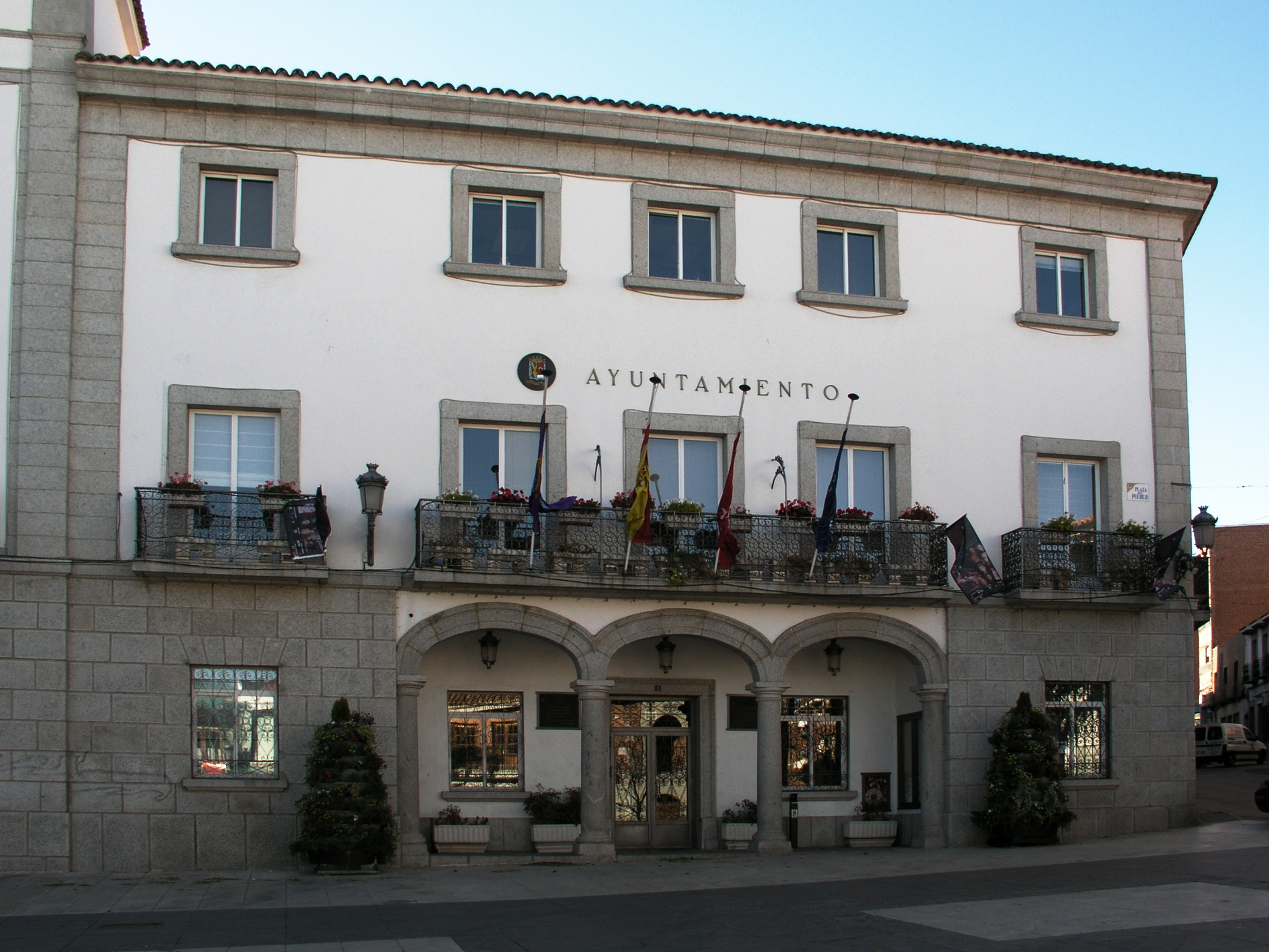
Муніципальна рада
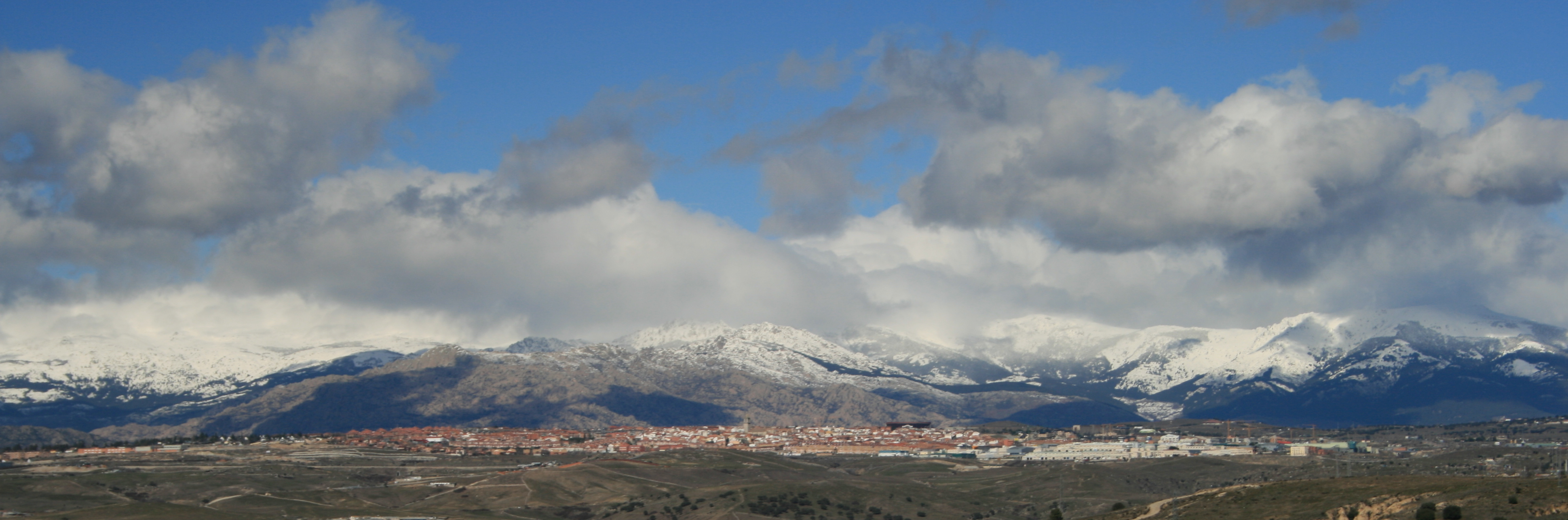
Кольменар-В'єхо з півдня, панорама
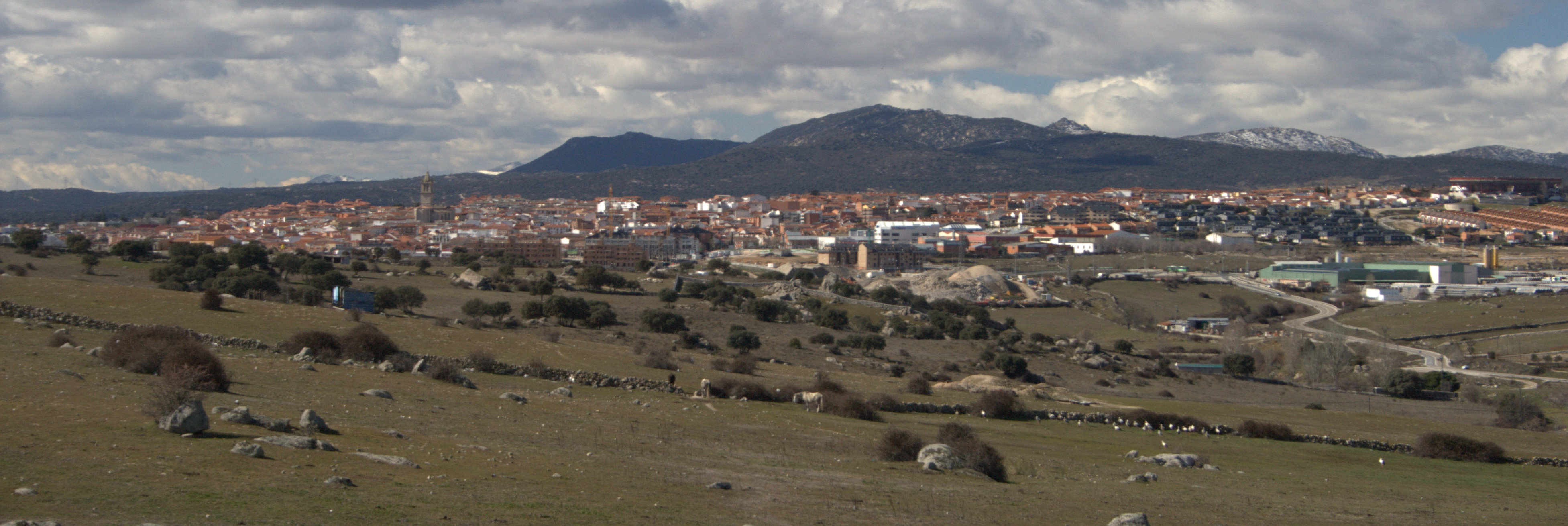
Кольменар-В'єхо зі сходу, панорама